# Понтифікат
Понтифікат (від лат. pontificatus; pons (роп-tis) — міст, поміст і ...ficatus  від facere — робити)  — церковна влада і час перебування на посаді Папи Римського, один з титулів якого (з 5 століття) — верховний понтифік. 
Понтифікатом спочатку називали колегію священиків, яка проходила на мості Тибру. Члени колегії в давнину наглядали за старим Римом і пізніше цей нагляд було перенесено на всю релігійну діяльність в імперії. Сьогодні понтифікатом називають посаду та час перебування на ній Папи Римського.